# Laboulbenia coneglanensis
Laboulbenia coneglanensis är en svampart som tillhör divisionen sporsäcksvampar, och som beskrevs av Carlo Luigi (Carlos Luis) Spegazzini. Laboulbenia coneglanensis ingår i släktet Laboulbenia, och familjen Laboulbeniaceae. Arten är reproducerande i Sverige.